# Echemella sinuosa
Echemella sinuosa är en spindelart som beskrevs av Murphy och Anthony Russell-Smith 2007. Echemella sinuosa ingår i släktet Echemella och familjen plattbuksspindlar.
Artens utbredningsområde är Etiopien. Inga underarter finns listade i Catalogue of Life.